# Новца, Владислав Станиславович
Владислав Станиславович Новца (16 мая 1846 — 10 марта 1924) — нотариус, депутат Государственной думы Российской империи II созыва от Варшавской губернии.

## Биография
Польский дворянин, родился в семье чиновника Станислава Новца (1804—1860) и его жены Теофилы урождённой Пашкевич (1815—1895). В 1863 году окончил гимназию в Варшаве. В годы 1864—1868 изучал историю на историко-филологическом факультете Варшавской главной школы. С 1869 года, когда это учебное заведение было преобразовано в Императорский Варшавский университет, учился на его юридическом факультете, и окончил его в 1871 со степенью кандидата прав.
После окончания университета занимался адвокатской практикой в Варшаве. С 1882 года стал нотариусом в Добжине над Вислой, а с 1883 года — в Влоцлавеке. Принимал участие в работе различных организаций и объединений, в которых нередко был руководителем.
- президент Влоцлавской ассоциации по академической гребле,
- председатель Вольно-пожарного общества
- президент Влоцлавского Общества взаимного кредита,
- вице-председатель Сельскохозяйственного общества.

Во время революции 1905 года агитировал за полонизацию школ. После того, как школьная забастовка 1905 года в Царстве Польском закончилась победой польской молодёжи, царские власти, наконец, позволили открытие школ с польским языком обучения. Во Влоцлавеке школа с польским языком обучения открылась уже в ноябре 1905 года, этому способствовала щедрая финансовая помощи граждан города и окрестных землевладельцев. Её первым директором стал Владислав Новца. Он занимал этот пост недолго, но навсегда вошёл в анналы школы.
Владел сельскохозяйственными землями площадью 350 десятин.
Участвовал в избирательной кампании в Государственную думу Российской империи I созыва в качестве выборщика, однако избран не был.
6 февраля 1907 был избран в Государственную думу Российской империи II созыва от общего состава выборщиков Варшавского губернского избирательного собрания. Вошёл в состав Польского коло, был его казначеем. После третьеиюньского переворота вернулся в Польшу и снова стал заниматься общественной деятельностью.

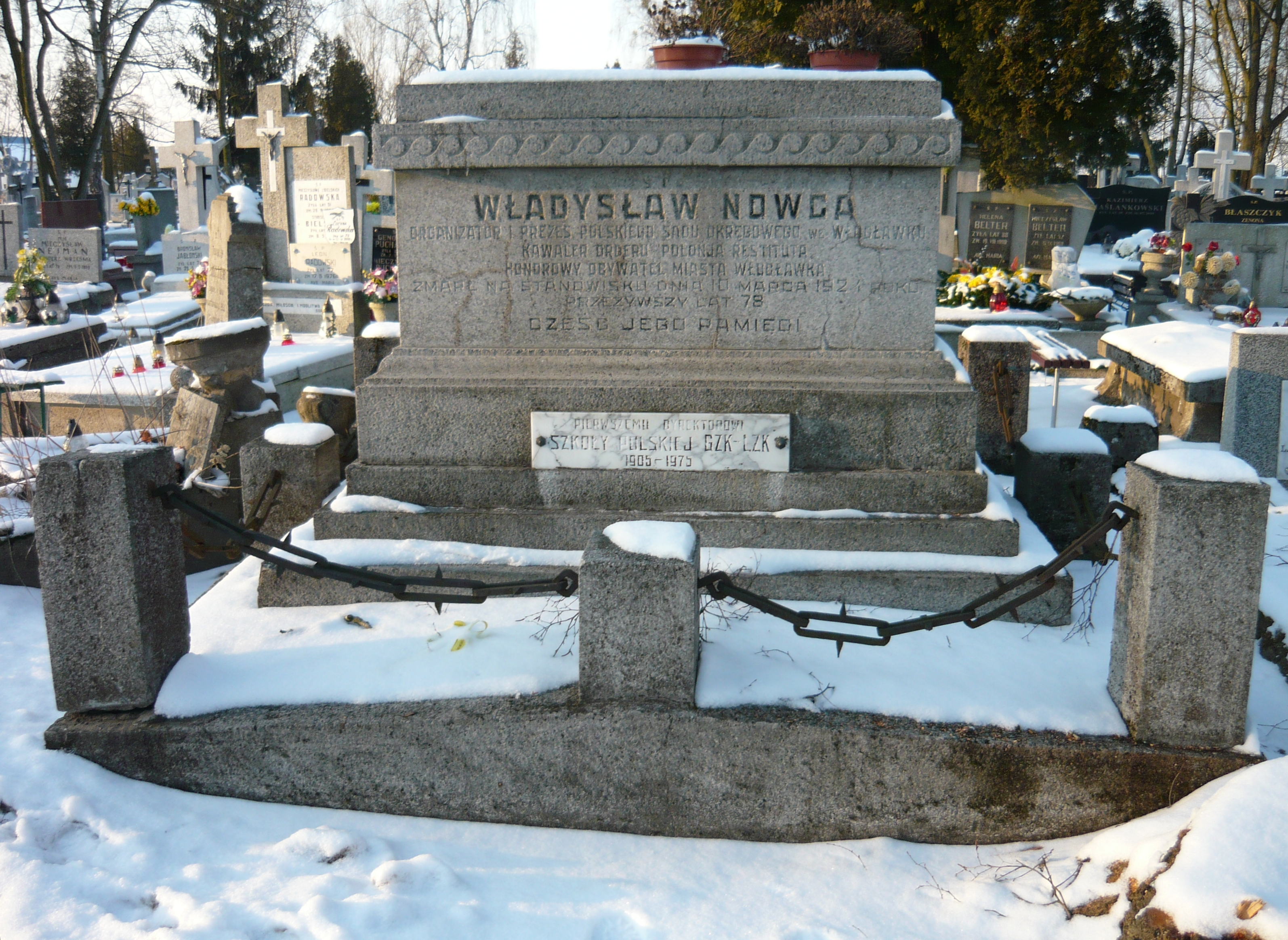
Могила В. С. Новцы

В 1915 году во время Первой мировой войны под германской оккупацией принимал участие в организации польского судопроизводства. Стал руководителем уездного суда, который находился в здании на Старом рынке, позднее разрушенном наряду с соседними зданиями нацистами во время Второй мировой войны. В 1917 году был избран президентом городского совета Влоцлавека. За выдающийся вклад в жизнь города он получил звание почетного гражданина Влоцлавека.
Внезапно умер в 1924 году. Похоронен на городском кладбище во Влоцлавеке.

## Семья
- Жена — Мария Зофья Вельгельмина урождённая Зелонка (1848—1935)[1]
  - Сын — Тадеуш Хенрик Новца (1884—1915)[1]

## Награда
- 2 мая 1923 — Командорский крест Ордена Возрождения Польши[3]

## Память
В 1961 году по инициативе Общества выпускников школы, которой когда-то Новца был директором, муниципальный совет Влоцлавека в его честь назвал одну из улиц в южном районе города.

### Рекомендуемые источники
- Brzoza Cz., Stepan K. Posłowie polscy w Parlamencie Rosyjskim, 1906—1917: Słownik biograficzny. Warszawa, 2001.
- Czesław Brzoza, Kamil Stepan Posłowie polscy w parlamencie rosyjskim 1906—1917, Słownik biograficzny, Wydawnictwo Sejmowe, Warszawa, 2001, ISBN 83-7059-506-5 (Józef Głowacki)

### Архивы
- Российский государственный исторический архив. Фонд 1278. Опись 1 (2-й созыв). Дело 302; Дело 530. Лист 5.
- Archiwum rodzinne.